# All the Nations Airports
All the Nations Airports — третий студийный альбом американской инди-рок группы Archers of Loaf из Северной Каролины (Чапел-Хилл). Он был выпущен 24 сентября 1996 года на лейблах Elektra (CD, США) и Alias (LP, США) и переиздано в 2012 году на Merge (США) и Fire (Великобритания).

## Отзывы
| Оценки критиков               | Оценки критиков |
| Источник                      | Оценка          |
| ----------------------------- | --------------- |
| AllMusic                      | [ 1 ]           |
| The A.V. Club                 | A−              |
| Drowned in Sound              | 8/10            |
| Pitchfork                     | 7.5/10 / 7.6/10 |
| The Record                    | [ 6 ]           |
| The Rolling Stone Album Guide | [ 7 ]           |
| Spin                          | 7/10            |
| The Village Voice             | A−              |

All the Nations Airports получил положительные отзывы от музыкальных критиков. Критик AllMusic Ницух Абебе оценил альбом на 3,5 из 5 и отметил, что «Переход этой группы от небольших релизов к распространению на крупных лейблах оказался весьма удачным — как и многим другим ярким поп-группам, им удалось сделать своё звучание более чистым и сфокусированным, не нарушив при этом ни одной из тех причуд, которые делали его интересным. All the Nations Airports проделывают впечатляющую работу, беря привлекательные мелодии и крюки и превращая их в угловатое, нестандартное инди, но Archers of Loaf обладают достаточным мастерством и умом, чтобы никогда не звучать как вышеупомянутые группы».

## Список композиций
Слова и музыка всех песен — Archers of Loaf.
| №                   | Название                           | Длительность |
| ------------------- | ---------------------------------- | ------------ |
| 1.                  | «Strangled by the Stereo Wire»     | 1:48         |
| 2.                  | «All the Nations Airports»         | 2:51         |
| 3.                  | «Scenic Pastures»                  | 3:20         |
| 4.                  | «Worst Defense»                    | 1:48         |
| 5.                  | «Attack of the Killer Bees»        | 2:58         |
| 6.                  | «Rental Sting»                     | 2:39         |
| 7.                  | «Assassination on X-Mas Eve»       | 3:40         |
| 8.                  | «Chumming the Ocean»               | 5:05         |
| 9.                  | «Vocal Shrapnel»                   | 2:43         |
| 10.                 | «Bones of Her Hands»               | 1:59         |
| 11.                 | «Bumpo»                            | 3:04         |
| 12.                 | «Form and File»                    | 3:01         |
| 13.                 | «Acromegaly»                       | 3:52         |
| 14.                 | «Distance Comes in Droves»         | 5:29         |
| 15.                 | «Bombs Away»                       | 2:26         |
| 16.                 | «Density» (Японский бонусный трек) | 2:06         |
| Общая длительность: | Общая длительность:                | 46:43        |